# Baldim
Baldim é um município brasileiro do estado de Minas Gerais, localizado ao norte da Região Metropolitana de Belo Horizonte.
Há indícios sobre a presença de povos indígenas habitando a região, conforme Sítios arqueológicos cadastrados no IPHAN, os chamados povos das Casas Subterrâneas, ou povos das Taquaras habitam no território do município e deixaram ferramentas e escavações de suas moradas. O município se formou pela junção de três sesmarias que se tornaram fazendas, sendo elas: Fazenda do Rótulo, Fazenda Zabelê e Fazenda Trindade, ocupadas no Século XVIII para tornar essa ocupação efetiva e gerar renda para Coroa Portuguesa.
Como parte da Estrada Real, passava pelo município o Caminho Novo, ligando Sabará a Tijuco (Diamantina),e em uma parada tradicional, conhecida na época como paragem do Pau Grosso, local em que muitos tropeiros descansavam para depois seguirem viagem a sombra de um enorme jequitibá-rosa que ficava às margens de um córrego que ficou denominado de Córrego do Pau Grosso.
Nessa parada de tropeiros uma sonhadora idosa, Maria Quitéria de Madureira, antes de vir a falecer designou a seu marido, Cap. Bernardino Martins de Almeida, que se construísse uma igreja ali para os viajantes terem um local para fizessem suas preces e tivessem um conforto espiritual para seguirem viagem, sendo a data de início da construção em 1853 pelo Cap. Bernardino e concluída pelo seu sobrinho e afilhado, Joaquim Martins de Almeida.
Em 1872 o arraial do Pau Grosso já tinha notoriedade e foi elevado a Distrito do município de Santa Luzia, pela Assembleia Legislativa Provincial, através da Lei 1.803, de 17/07/1872 e as terras que vieram a compor todo seu distrito são as que hoje formam o município de Baldim.
No ano de 1873, arraial que pertencia a Paróquia de Jequitibá obtém a criação da Paróquia do Pau Grosso, mantendo as mesmas terras asseguradas na lei de 1872.
Com o tempo as pessoas foram achegando ao lugar e fixando suas moradas em derredor da igreja e assim fazendo surgir o arraial do Pau Grosso, que veio a ter seu nome mudando em 1917, pela Lei nº 703, de 17/09/1917 da Assembleia Legislativa de Minas, mudando o nome de Arraial do Pau Grosso, para Arraial de Baldim e crescendo veio a se tronar distrito e em seguida o município de Baldim, conforme Lei nº 336, em 27/12/1948,composto pelas três fazendas (Zabelê, Rótulo e Trindade).
O nome do município originou-se por ter um elevado natural denominado de SERRA DO BALDIM, muito conhecido na época por extração de salitre, para ser usado na fabricação de pólvora e assim fortalecer a segurança do território, e essa matéria prima era enviada para o Rio de Janeiro, para a Real Fábrica de Pólvora.
Em 1888, José Dias de Carvalho e outros fazendeiros fundaram a Fábrica de Tecidos São Vicente, mas que após 2 anos veio a falências, segundo reza a história, por ter seu maquinário movido por força de uma roda d'água a qual tocava toda a indústria veio a ter constantes vazões de água no açude, que armazenava água para acionar os teares.
Segundo se sabe era Tatu que perfurava o açude, vindo a ter dias que não havia nem três horas de turno de trabalho e com isso os lucros se tornaram escassos e o alto custo de produção ocasionou a falência da empresa que em 1891, foi adquirida pela Companhia Fiação e Tecidos Credo & Cachoeira, retomando produção industrial.
A navegação no Rio das Velhas era intensa e quando alguns viajantes embarcavam nas canoas ou barcos, quando desejavam descem em um dos portos (Patrimônio, Barca ou Gameleira) do município, diziam que iria fica lá na Canoa Rachada (apelido que não pegou ao lugar), pois lá tinha uma canoa se rachou em seu momento de cura, e deixada abandonada em um destes portos, o qual ficou conhecido como Porto da Barca.

Geografia

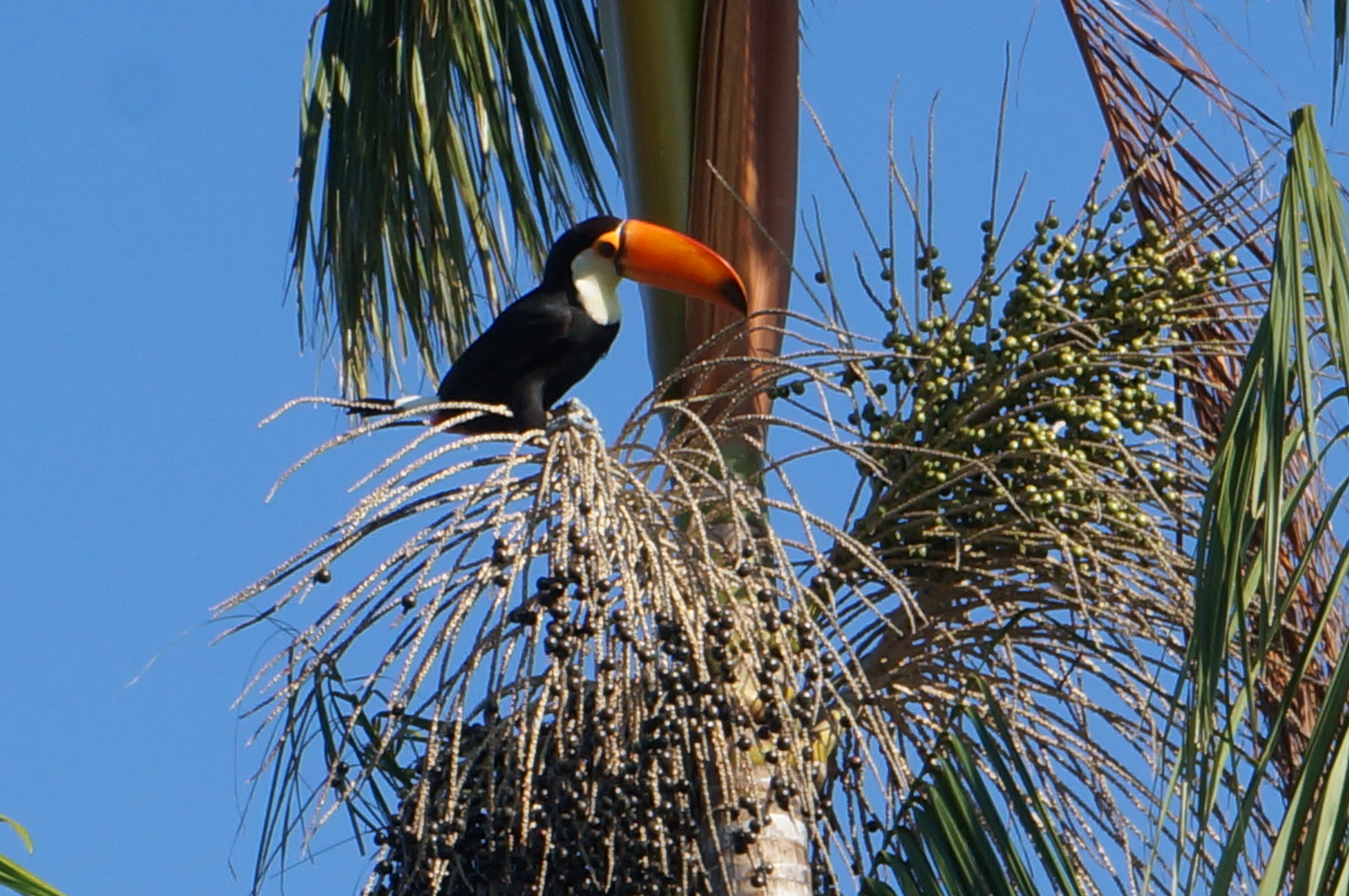
Tucano em Açaizeiro, típico da vegetação do município.

Localizada na Serra do Espinhaço, e banhado pela Bacia do Rio das Velhas, a cobertura vegetal predominante da região é o Cerrado, formação herbáceo-lenhosa. A vegetação florestal ainda é encontrada como remanescente em algumas encostas e sob a forma de matas ciliares ao longo de cursos de água. Estas, se encontram bastante devastadas e, em grande parte, substituídas por pastagens.
Está inserido em duas unidades: Planalto de São Francisco e Depressão São Franciscana. Fica próximo a Serra do Cipó. Sua principal cadeia de montanha compõe a Serra do Espinhaço e é chamada de Serra do Baldim, nome mencionado desde os anos 1743.

### Economia
Baldim é historicamente conhecido pela vasta produção de hortifrutigranjeiros, destacando-se como um grande produtor de doces. O município conta com diversas indústrias cujos produtos são distribuídos para os mercados regional, nacional e internacional. Aproximadamente 2.000 hectares são dedicados ao cultivo de hortifrutigranjeiros, com uma produção significativa de pepino, manga, tomate italiano e abobrinha italiana, que representam, respectivamente, 20%, 16,7%, 16,2% e 9,78% da produção.
Baldim ocupa a 6ª posição na região metropolitana de Belo Horizonte e a 39ª no estado de Minas Gerais no fornecimento de produtos para o Ceasa-MG. Anualmente, são comercializadas cerca de 7,500 toneladas de alimentos no Ceasa-MG.
A agricultura familiar é uma parte importante da economia local, gerando cerca de 24 milhões de reais em produtos. Além disso, o município possui 20.000 hectares de pastagens estabelecidas, 2.100 hectares de florestas de eucalipto, 400 hectares de cana-de-açúcar, 1.300 hectares de cultivo de milho e 821 hectares de soja. A produção de carvão atinge 8.842 toneladas, enquanto a produção de leite chega a 3.852.000 litros e mais de 42.000 dúzias de ovos são produzidas anualmente. A piscicultura também é relevante, com uma produção de 68.000 kg de tilápia.

### Subdivisões
O Município é constituído pelo distrito-sede (Baldim), por outros 3 distritos (São Vicente, Vargem Grande da Serra e Amanda), além de inúmeras comunidades, dentre as quais se destacam: Mucambo, Sumidouro, Botafogo, Cuia, Manteiga, Gameleira da Palma, Rótulo, João da Costa, Timóteo, Patrimônio, Gentio, dentre outras.

### Demografia
| Histórico demográfico |        |       |
| 1950                  | 9 819  | [ 8 ] |
| 1960                  | 10 210 | [ 8 ] |
| 1970                  | 9 362  | [ 8 ] |
| 1980                  | 7 570  | [ 8 ] |
| 1990                  | 8 515  | [ 8 ] |
| 2000                  | 8 155  | [ 8 ] |
| 2010                  | 7 913  | [ 9 ] |
| 2022                  | 7 492  | [ 1 ] |

## Turismo
O município fica próximo à Serra do Cipó, atração natural da região. O município apresenta um potencial turístico com inúmeras escavações rochosas, inúmeras grutas e sumidouro, também possui sítios arqueológicos cadastrados no IPHAN, ruinas de casas subterrâneas e achados do período pré-colonial,  remanescentes estruturas de lavras de ouro conserva fragmentos da passagem com escavações ainda conservadas, aquedutos que serviam conduziam água nas escavações das Minas do Rio das Velhas, data de inicio do Século XIX.
Apresenta uma estrutura de apoio turístico, como hotéis, pousadas, Colônia de Férias, hamburguerias, veículos para deslocamento, restaurantes e três bons acessos rodoviários.